# Une nana pas comme les autres
Série
Une nounou pas comme les autres
(1994)
Pour plus de détails, voir Fiche technique et Distribution.
Une nana pas comme les autres est un téléfilm français réalisé par Éric Civanyan, en 1995.
Il fait suite au téléfilm Une nounou pas comme les autres.

## Synopsis
Julie Toronto, comptable dans une petite entreprise, présente sa démission à son patron. Elle confie le motif de son geste à son amie Cynthia : elle a trouvé l'homme de sa vie. L'heureux élu est Antoine Delisle, chez qui elle avait commencé à travailler comme nounou. Avocat en province, il lui a proposé de venir vivre avec lui. Dans un premier temps, Julie est aux anges ; d'autant que les enfants d'Antoine, Sébastien et Ludivine, l'adorent. Mais Antoine brigue un poste de bâtonnier et comprend que ses ambitions ne sont pas forcément compatibles avec l'amour qu'il porte à une jeune femme mesurant un mètre trente-deux....

## Fiche technique
- Titre : Une nana pas comme les autres
- Réalisateur : Éric Civanyan
- Scénario : Laurent Chouchan
- Musique : Daniel Boni et Célia Duval
- Photographie : Norbert Marfaing-Sintes
- Montage : Caroline Chatriot et Marie-Chantal Koskas
- Société de production : Le Sabre et La SFP
- Pays :  France
- Genre : Comédie dramatique
- Durée : 80 minutes
- 1re télédiffusion : 12 avril 1995 sur France 2

## Distribution
- Mimie Mathy : Julie Toronto
- Thierry Heckendorn : Antoine Delisle
- Micheline Dax : Christiane
- Lucile Boulanger : Ludivine Delisle
- Renan Mazéas : Sébastien Delisle
- Mario Pecqueur : Maxime, l'ami et collègue d'Antoine
- Martyne Visciano : Cynthia, l'amie et collègue de Julie
- Jacques Alric : Saragosse
- Claire Borotra : Edwige
- Étienne de Balasy : Un golfeur
- Daniel Berlioux : Le pharmacien
- Jacques Giraud : Roger Maupoussin, le moniteur d'auto-école
- Manuela Gourary : Madame Rochas
- Dorothée Jemma : La charcutière
- Dominique Ollivier : Le commis
- Didier Rousset : Le charcutier
- Nicolas Marié : Paul
- Isabelle Petit-Jacques : Mylène
- Illéana Prouvost : Une serveuse
- Philippe Spiteri : L'infirmier
- Alain Ganas : Degard
- Manoëlle Gaillard : Isabelle, la secrétaire d'Antoine
- Philippe Brigaud : Monsieur Crémieux, l'employeur de Julie
- Bobosse : Un clown
- Laurence Sacquet : La vendeuse au cirque
- Christine Brücher : Une femme au cirque
- Jean-François Kopf : Un homme au cirque